# Mazanówka
Mazanówka – wieś w Polsce położona w województwie lubelskim, w powiecie bialskim, w gminie Tuczna.
Wieś jest sołectwem w gminie Tuczna. Według Narodowego Spisu Powszechnego z roku 2011 wieś liczyła 192 mieszkańców.
W latach 1954–1959 wieś należała i była siedzibą władz gromady Mazanówka, po jej zniesieniu w gromadzie Tuczna. W latach 1975–1998 miejscowość administracyjnie należała do województwa bialskopodlaskiego.
Wierni Kościoła rzymskokatolickiego należą do parafii Trójcy Świętej w Huszczy.

## Części wsi
| SIMC    | Nazwa             | Rodzaj    |
| ------- | ----------------- | --------- |
| 1024474 | Pod Czarnym Lasem | część wsi |
| 1024675 | Sad               | część wsi |
| 1024712 | Siedliszcze       | część wsi |

W okolicach wsi bierze swój początek Lutnia, niewielka rzeka dorzecza Bugu, dopływ Zielawy.

## Historia
Według zapisu z hipoteki z roku 1883 Mazanówkę dzielono na  wieś i folwark z literami „B”. i „D”.  W 1827 r. zliczono tu 33 domy i 206 mieszkańców. W 1883 domów było 40, mieszkańców 254, obszar gruntu 1671 mórg, w tym: 
- Folwark i wieś Mazanówka z literą „B”. posiadał rozległość mórg 167. Wieś Mazanówka osad 22, z gruntem mórg 301.
- Folwark Mazanówka z literą „D”. posiadał rozległość mórg 177[9]

Według spisu powszechnego z roku 1921 miejscowość Mazanówka w ówczesnej gminie Międzyleś liczyła 33 domy i 337 mieszkańców
W dniu 23 grudnia 1942 około godz. 10 rano do wsi wkroczyła grupa żandarmów i żołnierzy Wehrmachtu. Niemcy wypędzali z domów mieszkańców podejrzanych o współpracę z partyzantami i rozstrzeliwali ich pod ścianę zabudowań Zygmunta Lachowskiego. Następnie spalili wszystkie budynki mieszkalne i gospodarcze osób rozstrzelanych. Ogółem spalili 6 budynków mieszkalnych i 12 gospodarczych.